# Округ Ајредел (Северна Каролина)
Округ Ајредел (енгл. Iredell County) је округ у америчкој савезној држави Северна Каролина.

## Демографија
По попису из 2010. године број становника је 159.437, што је 36.777 (30,0%) становника више него 2000. године.
| Група             | 2000.          | 2010.           |
| Белци             | 99.027 (80,7%) | 124.107 (77,8%) |
| Афроамериканци    | 16.762 (13,7%) | 19.047 (11,9%)  |
| Азијати           | 1.553 (1,3%)   | 2.922 (1,8%)    |
| Хиспаноамериканци | 4.182 (3,4%)   | 10.844 (6,8%)   |
| Укупно            | 122.660        | 159.437         |